# Christopher Williams (fotograf)
Christopher Williams (* 1956) je americký fotograf. Zabývá se konceptuálním uměním. Mezi jeho díla patří například série na první pohled identických fotografií, na kterých byl automobil Renault Dauphine z roku 1964 překlopený na bok. Každý snímek byl vyfotografován z neznatelně jiného úhlu. Mezi jeho pedagogy patřili John Baldessari, Michael Asher a Douglas Huebler. K roku 2013 žil v Düsseldorfu. Zde již od roku 2008 přednášel na Kunstakademie Düsseldorf.